# United Balls
United Balls sono un gruppo ska punk tedesco originario di Monaco formato nel 1973, celebri soprattutto grazie al singolo Pogo in Togo. Il gruppo fa parte del movimento della Neue Deutsche Welle.

## Discografia

### Album
- 1981 - Pogo in Togo
- 1982 - Lieder fremder Völker
- 1989 - Hobo
- 2011 - Maybe Tomorrow But Better Tonight

### Raccolte
- 1996 - Singen und spielen ihre schönsten Melodien

### Singoli
- 1980 - Sailor (Your Home Is The Sea)
- 1981 - Pogo in Togo
- 1981 - Seemann
- 1983 - Ein Lied geht um die Welt
- 1983 - Gänseblümchen
- 1987 - Love When The Work Is Done
- 1988 - One For The Money, One For The Soul
- 1989 - Sing A Song
- Rock Diamond Vol. 7 split con Neue Heimat
- Die Strolche vom Frauenholz/Alles prima in Lima/Bad Girl/Bitter End split con M 3